# Gary Chivichyan
Karren Gary Chivichyan (in armeno Գարի Չիվիչյան?; Los Angeles, 17 luglio 1996) è un cestista statunitense con cittadinanza armena.

## Carriera
Gary Chivichyan è nato a Los Angeles nel 1996 da genitori originari dell'Armenia. Dopo aver frequentato l'high school presso la Middlebrooks Academy, nel 2015 è entrato nella squadra dei Idaho St. Bengals squadra che prendeva parte alla NCAA Division I. Nei tre anni passati in Idaho si guadagnò il soprannome di Armenian Sniper (il Cecchino Armeno), diventando uno dei tiratori dalla lunga distanza più prolifici nella storia di Idaho State, classificandosi al quarto posto di sempre per tiri da tre punti realizzati (175) e tentativi da tre punti (433), e al settimo posto assoluto, con una percentuale del 40,4%, nei tiri da tre. Nella stagione 2018-19 ha messo a segno 62 triple con una percentuale del 41,1% da oltre l'arco, con una media di 2,1 tiri da tre a partita. In carriera, con la maglia ha tirato con il 41,8% dal campo e il 70,3% dalla lunetta.
Chivichyan, dopo aver passato quattro stagioni con la maglia degli Idaho St. Bengals, per la stagione 2019-2020 si è trasferito ai Pacific Tigers, squadra sempre della NCAA Division I. Qui si è classificato al sesto posto nella West Coast Conference per triple realizzate a partita (1,88) e al quarto posto nella squadra dei Tigers con una percentuale del 38,7% da tre punti. È stato il secondo miglior realizzatore della squadra ed ha totalizzato 32 presenze con i Tigers, tirando con il 38,3% dal campo..
Chivichyan è stato anche il primo atleta armeno a essere nominato per un premio agli ESPY Awards, nel 2020.
Dopo che non è stato selezionato nel Draft NBA 2020, Chivichyan è stato selezionato con la 35ª scelta assoluta dai Lakeland Magic nel Draft della NBA G League del 2021; diventando il primo giocatore dell'Armenia ad essere mai stato selezionato al Draft della NBA G League. Chivichyan è stato successivamente ceduto agli Iowa Wolves, tuttavia, dopo una sola presenza è stato rilasciato il 4 novembre. Il 22 novembre ha poi firmato con gli Stockton Kings, ma è stato svincolato il 6 dicembre, anche in questo caso dopo una sola partita giocata.
Tre giorni dopo, è stato acquisito dagli Agua Caliente Clippers, squadra con cui colleziona 11 presenze durante la NBA G League 2021-2022, ma venne poi lasciato libero il 30 gennaio 2022. Il 23 febbraio 2022, Chivichyan è stato riacquisito dagli Agua Caliente Clippers tramite l'available player pool, tuttavia dopo solo una settimana, è stato nuovamente scartato il 28 febbraio 2022.
Dopo aver passato la sua seconda stagione da professionista tra le file dei Seattle Super Hawks, squadra che prende parte alla The Basketball League (una lega professionistica nata nel 2018 negli Stati Uniti d'America); il 14 dicembre 2023 venne annunciato il suo trasferimento oltreoceano, firmando con la squadra della Lebanese Basketball League dell'Homenetmen Beirut.

## Statistiche

### College
| Anno      | Squadra           | PG  | PT | MP   | TC%  | 3P%  | TL%  | RP  | AP  | PRP | SP  | PP  |
| --------- | ----------------- | --- | -- | ---- | ---- | ---- | ---- | --- | --- | --- | --- | --- |
| 2015-2016 | Idaho St. Bengals | 29  | 15 | 18,6 | 38,9 | 38,0 | 76,5 | 2,4 | 0,4 | 0,4 | 0,2 | 7,6 |
| 2016-2017 | Idaho St. Bengals | 7   | 5  | 20,9 | 42,2 | 40,5 | 00,0 | 1,3 | 0,1 | 0,1 | 0,0 | 7,6 |
| 2017-2018 | Idaho St. Bengals | 21  | 4  | 15,8 | 43,4 | 44,3 | 61,9 | 1,4 | 0,2 | 0,1 | 0,1 | 7,0 |
| 2018-2019 | Idaho St. Bengals | 29  | 2  | 19,2 | 43,7 | 41,1 | 73,1 | 1,7 | 0,4 | 0,3 | 0,0 | 8,5 |
| 2019-2020 | Pacific Tigers    | 32  | 0  | 18,3 | 38,8 | 38,7 | 63,9 | 1,2 | 0,2 | 0,2 | 0,1 | 7,9 |
| Carriera  | Carriera          | 118 | 26 | 18,3 | 40,8 | 40,0 | 68,0 | 1,6 | 0,3 | 0,3 | 0,1 | 7,8 |